# دائرة الناصرية
دائرة الناصرية هي دائرة في ولاية بومرداس وعاصمتها هي الناصرية. عدد السكان 43664 نسمة.
وهي بدورها تضم 2 بلديات:
- الناصرية
- أولاد عيسى

## الوديان
يتضمن إقليم هذه الدائرة العديد من الوديان منها:
- وادي منايل
- وادي شندر
- وادي الأربعاء

## المنشآت
تضم هذه الدائرة العديد من المنشآت، منها:
- سد شندر

## مواضيع ذات صلة
- دوائر ولاية بومرداس
- بلديات ولاية بومرداس